# Chloroclystis metallicata
Chloroclystis metallicata är en fjärilsart som beskrevs av Fletcher 1910. Chloroclystis metallicata ingår i släktet Chloroclystis och familjen mätare. Inga underarter finns listade i Catalogue of Life.